# 서현의 작품 목록

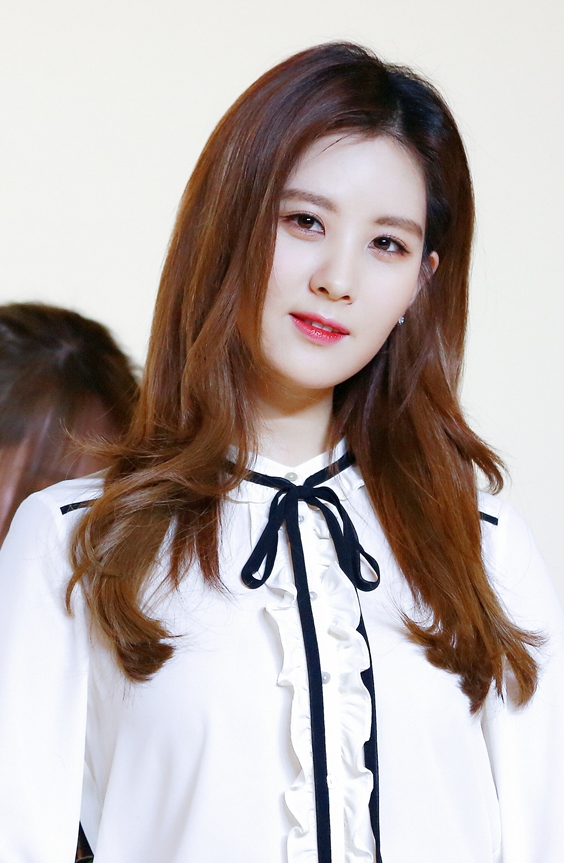

다음은 대한민국의 배우이자 가수인 소녀시대 서현의 작품 목록이다.

### 드라마
- 2013년 SBS 주말극장 《열애》 ... 한유림 역 (특별출연)
- 2015년 KBS2 금토 미니시리즈 《프로듀사》 ... 서주현 역 (특별출연)
- 2015년 MBC 수목 미니시리즈 《맨도롱 또똣》 ... 황유라 역 (특별출연)
- 2016년 SBS 월화 미니시리즈 《달의 연인-》 ... 우희 역
- 2017년 MBC 수목 미니시리즈 《역도요정 김복주》 ... 환희 역 (특별출연)
- 2017년 ON STYLE 웹 드라마 《루비루비럽》 ... 이루비 역
- 2017년 MBC 월화 특별기획 드라마 《도둑놈, 도둑님》 ... 강소주 역
- 2018년 MBC 수목 미니시리즈 《시간》 ... 설지현 역
- 2020년 JTBC 2부작 단막극 《안녕 드라큘라》 ... 지안나 역
- 2020년 JTBC 수목 미니시리즈 《사생활》 ... 차주은 역
- 2022년 KBS2 수목 미니시리즈 《징크스의 연인》 ... 이슬비 역
- 2022년 KBS2 월화 미니시리즈 《커튼콜》 ... 32세 장태주의 아내 역 (특별출연)
- 2023년 넷플릭스 오리지널 시리즈 《도적: 칼의 소리》 ... 남희신 역
- 2025년 KBS2 수목 미니시리즈 《남주의 첫날밤을 가져버렸다》 ... 차선책 / K 역

### 영화
- 2010년 영화 《슈퍼배드》 ... 에디트 한국어 목소리 역
- 2013년 영화 《슈퍼배드 2》 ... 에디트 한국어 목소리 역
- 2014년 영화 《두근두근 내 인생》 ... 서주현 역 (특별출연)
- 2016년 영화 《그래서 나는 안티팬과 결혼했다》 ... 아이린 역
- 2022년 영화 《모럴센스》 ... 정지우 역
- 2023년 영화 《왕을 찾아서》
- 2025년 영화 《거룩한 밤: 데몬 헌터스》 ... 샤론 역

### 뮤지컬
| 연도 | 제목                 | 역할            |
| ---- | -------------------- | --------------- |
| 2014 | 해를 품은 달         | 허연우(무녀 월) |
| 2015 | 바람과 함께 사라지다 | 스칼렛 오하라   |
| 2016 | 맘마 미아!           | 소피            |

## 방송

### 진행(MC)
| 연도        | 방송사         | 제목                                                      | 역할      | 기간                              | 비고                        |
| ----------- | -------------- | --------------------------------------------------------- | --------- | --------------------------------- | --------------------------- |
| 2009        | MBC            | 쇼! 음악중심                                              | 스페셜 MC | 9월 5일, 9월 19일                 | 유리, 수영과 공동진행       |
| 2010        | MBC            | 쇼! 음악중심                                              | 스페셜 MC | 6월 19일                          | 유리, 정용화와 공동진행     |
| 2012 ~ 2013 | MBC            | 쇼! 음악중심                                              | MC        | 2012년 2월 18일 ~ 2013년 4월 13일 | 태연, 티파니 영과 공동진행  |
| 2012        | MBC            | MBC 가요대제전                                            | MC        | 12월 31일                         | 이휘재, 붐, 이준과 공동진행 |
| 2016        | JTBC           | 제 30회 골든 디스크                                       | MC        | 1월 20일                          | 김종국, 전현무와 공동진행   |
| 2016        | MBC            | DMC Festival Korean Music Wave                            | MC        | 10월 8일                          | 김성주, 유리와 공 동진행    |
| 2016        | 빈칸           | 제 5회 예그린 뮤지컬 어워드                               | MC        | 11월 7일                          | 유준상, 한지상과 공동진행   |
| 2017        | JTBC           | 제 31회 골든 디스크                                       | MC        | 1월 13일                          | 정용화, 황치열과 공동진행   |
| 2018        | MBC            | 남북 평화 협력 기원 평양 공연 '봄이 온다' / '우리는 하나' | MC        | 4월 1일, 4월 3일                  | 4월 5일, 4월 25일 녹화방송  |
| 2018        | MBC            | MBC 연기대상                                              | MC        | 12월 30일                         | 김용만과 공동진행           |
| 2019        | KBS joy, KBS W | U+5G THE FACT MUSIC AWARDS                                | MC        | 4월 24일                          | 전현무와 공동진행           |
| 2020        | 빈칸           | THE FACT MUSIC AWARDS                                     | MC        | 12월 12일                         | 전현무와 공동진행           |
| 2025        | KBS2           | KBS 연기대상                                              | MC        | 1월 11일                          | 장성규, 문상민과 공동진행   |

### 텔레비전 프로그램
| 연도        | 방송사   | 제목                     | 역할      | 방송 기간                          | 비고                             |
| ----------- | -------- | ------------------------ | --------- | ---------------------------------- | -------------------------------- |
| 2007        | KBS2     | 1대 100                  | 게스트    | 9월 18일                           |                                  |
| 2009        | KBS2     | 대결 노래가 좋다         | 게스트    | 7월 30일                           |                                  |
| 2009        | MBC      | 황금어장 라디오스타      | 게스트    | 12월 24일                          | 성탄특집 라디오스타 포크콘서트   |
| 2010        | KBS      | 열린음악회               |           | 2월 14일                           | With 신승훈                      |
| 2010 ~ 2011 | MBC      | 우리 결혼했어요          | 고정 출연 | 2010년 2월 27일 ~ 2011년 4월 2일   | With 정용화                      |
| 2011        | KBS2     | 대국민 토크쇼 안녕하세요 | 게스트    | 2011년 10월 17일                   |                                  |
| 2012        | KBS2     | 대국민 토크쇼 안녕하세요 | 게스트    | 2012년 5월 14일                    |                                  |
| 2012        | SBS      | 세대공감 1억 퀴즈쇼      | 게스트    | 2012년 5월 18일                    | 최초만점자                       |
| 2013        | MBC      | 섹션TV 연예통신          | 게스트    | 2013년 4월 21일                    | SK텔레콤 눝 광고 촬영현장 인터뷰 |
| 2014        | On Style | THE 태티서               | 고정 출연 | 2014년 8월 26일 ~ 2014년 10월 14일 | With 소녀시대-태티서             |
| 2014        | KBS2     | 대국민 토크쇼 안녕하세요 | 게스트    | 2014년 10월 6일                    |                                  |
| 2015        | MBC      | 황금어장 라디오스타      | 게스트    | 2015년 8월 19일                    | '천상천하 유아독종' 특집         |
| 2017        | On Style | 립스틱 프린스            | 게스트    | 2017년 1월 5일                     |                                  |
| 2017        | MBC      | 복면가왕                 | 참가자    | 2017년 1월 22일 ~ 2017년 1월 29일  | 새해 새댁 꼬꼬댁                 |
| 2017        | On Style | 혼자 살아 보니 어때      | 고정 출연 | 2017년 2월 8일 ~ 2017년 3월 18일   | 첫 단독 리얼리티 프로그램        |
| 2017        | MBC      | 은밀하게 위대하게        | 게스트    | 2017년 2월 12일                    |                                  |
| 2017        | JTBC     | 아는 형님                | 게스트    | 2017년 2월 18일                    |                                  |
| 2017        | MBC      | 섹션TV연예통신           | 게스트    | 2017년 7월 2일                     | 도둑놈, 도둑님 인터뷰            |
| 2018        | JTBC     | 한끼줍쇼                 | 게스트    | 2018년 1월 17일                    |                                  |
| 2018        | MBC      | 섹션TV 연예통신          | 게스트    | 2018년 7월 30일                    | 시간 인터뷰                      |
| 2019        | MBC      | 섹션TV 연예통신          | 게스트    | 2019년 2월 25일                    | 잇미샤 화보 촬영현장 인터뷰      |
| 2020        | JTBC     | 아는 형님                | 게스트    | 2020년 9월 12일                    |                                  |
| 2022        | MBC      | 전지적 참견 시점         | 게스트    | 2022년 2월 19일                    | 188회                            |
| 2024        | tvN      | 백패커 2                 | 게스트    | 2024년 8월 11일                    | 11회                             |

## 뮤직 비디오
| 연도 | 가수 | 제목              |
| ---- | ---- | ----------------- |
| 2010 | TRAX | <오! 나의 여신님> |

## 광고
| 연도           | 기업명                | 제품명                          | 공동 출연                    | 국가     |
| -------------- | --------------------- | ------------------------------- | ---------------------------- | -------- |
| 2005 (데뷔 전) | SK네트웍스            | Smart 학생복 지면광고           | 동방신기                     | 대한민국 |
| 2009           | 동서식품              | 포스트 크랜베리 아몬드 그래놀라 | 수영, 써니, 신애라           | 대한민국 |
| 2010           | 삼성물산 리조트 부문  | 캐리비안 베이                   | 소녀시대, 2PM                | 대한민국 |
| 2010 ~ 2011    | 한국존스앤드존슨      | 클린앤클리어                    | 크리스탈, 김지원             | 대한민국 |
| 2011 ~ 2013    | LG생활건강            | 더페이스샵                      | 김현중                       | 대한민국 |
| 2013           | SK텔레콤              | SK텔레콤 LTE 무한능력           | 윤아, 민호, 시원, 규현, 설리 | 대한민국 |
| 2013           | 타미 힐피거           | 타미힐피거 데님                 | 수영                         | 대한민국 |
| 2013           | JTBC                  | JTBC 동아시안컵 홍보모델        | 유리                         | 대한민국 |
| 2014 ~ 2017    | 이랜드 그룹           | MIXXO                           | 소녀시대-태티서              | 대한민국 |
| 2015           | 태진인터내셔널        | 루이까또즈                      | 소녀시대-태티서              | 대한민국 |
| 2015           | 롯데제과              | 본젤라또                        | 소녀시대-태티서              | 대한민국 |
| 2016           | 카카오게임            | 가가마성                        |                              | 중국     |
| 2016 ~ 2018    | 프록터 앤드 갬블(P&G) | 팬틴                            | 유리                         | , 동남아 |
| 2017 ~ 2018    | 프록터 앤드 갬블(P&G) | 팬틴                            | 유리                         | 대한민국 |
| 2017           | 에스티 로더           | LA MER 웹광고                   |                              | 대한민국 |
| 2017           | 몽블랑                | 보헴 컬렉션 캠페인              |                              | 대한민국 |
| 2017           | 매일유업              | 매일두유                        |                              | 대한민국 |
| 2017 ~ 2019    | 이마트                | peacock                         | 김형석(티라미수 CF)          | 대한민국 |
| 2018           | LF패션                | HAZZYS LADIES                   |                              | 대한민국 |
| 2018           | Diptyque              | Fleur De Peau, Tempo            |                              | 대한민국 |
| 2018           | Thyren                | Thyren 의류                     |                              | 대한민국 |
| 2018 ~ 2019    | Jayjun cosmetic       | 마스크팩, 기초 화장품           |                              | 대한민국 |
| 2019 ~ 2020    | (주)시선인터내셔널    | it MICHAA                       |                              | 대한민국 |
| 2021 ~ 2022    | 에스티 로더           | 크리니크                        | 한국 아시아 전역             | 대한민국 |
| 2022           | (주)대현              | DeWL                            |                              | 대한민국 |
| 2020 ~ 2023    | 중원주식회사          | 시크릿데이                      |                              | 대한민국 |
| 2021           | 푸드올로지            | 콜레올로지                      |                              | 대한민국 |
| 2022 ~ 2023    | (주)신라보석          | 티르리르                        |                              | 대한민국 |
| 2022 ~ 2024    | 비앤에이치코스메틱    | 아크웰(ACWELL)                  |                              | 대한민국 |
| 2023           | 코웰패션              | BBC Earth                       |                              | 대한민국 |
| 2024           | MT Collection         | 메트로시티                      | 코리아 앰배서더              | 대한민국 |
| 2024           | CJ ENM                | 더엣지 (THE AtG)                |                              | 대한민국 |
| 2024           | 주식회사 메디팹       | 레스노베                        |                              | 대한민국 |

## 홍보대사
| 연도 | 홍보대사                       |
| ---- | ------------------------------ |
| 2010 | 서울학생 7560＋운동 홍보대사   |
| 2011 | 유니세프 엔보이 홍보대사       |
| 2012 | 여수세계박람회 유엔관 홍보대사 |
| 2014 | 동국대학교 홍보대사            |
| 2017 | 행복얼라이언스 홍보대사        |
| 2018 | 통일부 통일교육 홍보대사       |
| 2018 | 펫서울 카하 2018 홍보대사      |
| 2018 | 제주특별자치도 홍보대사        |
| 2018 | 승일희망재단 홍보대사          |